# والباخ (راینلاند-فالتس)
والباخ (به آلمانی: Wahlbach) یک شهر در آلمان است که در راین-هونسروک واقع شده‌است. والباخ ۱۵۸ نفر جمعیت دارد.